# 山本慎平

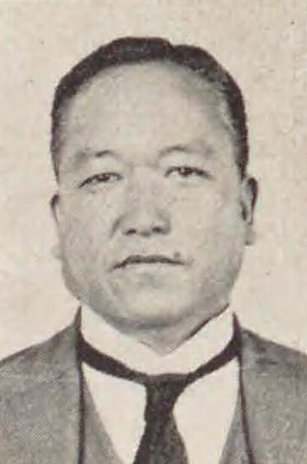
山本慎平

山本 慎平（やまもと しんぺい、1876年（明治9年）1月22日 - 1948年（昭和23年）5月21日）は、日本の衆議院議員（立憲政友会）、ジャーナリスト。

## 経歴
長野県更級郡稲荷山町（現在の千曲市）出身。1901年（明治34年）、東京専門学校（現在の早稲田大学）邦語政治科を卒業。長野新聞社・新潟日報社で主筆・社長を務める。
長野県会議員、同参事会員を経て、1924年（大正13年）の第15回衆議院議員総選挙に出馬し当選を果たす。第16回、第18回でも再選された。その後、稲荷山町長を務めた。
その他に、大日本法令出版株式会社取締役、帝国法規出版株式会社取締役、鹿曲川水力電気会社取締役などを務めた。